# Shady Grove (condado de Pawnee, Oklahoma)
Shady Grove es un pueblo ubicado en el condado de Pawnee en el estado estadounidense de Oklahoma. En el año 2010 tenía una población de 2 habitantes y una densidad poblacional de 20 personas por km².

## Geografía
Shady Grove se encuentra ubicado en las coordenadas 36°11′22″N 96°17′19″O / 36.18944, -96.28861 (36.189554, -96.288708) . Según la Oficina del Censo de los Estados Unidos, Shady Grove tiene una superficie total de 0,05 mi² (0,1 km²), de la cual 0,05 mi² (0,1 km²) corresponden a tierra firme y 0 mi² (0 km²) es agua.

## Demografía
Según la Oficina del Censo en 2000 los ingresos medios por hogar en la localidad eran de $32,500 y los ingresos medios por familia eran $50,625. Los hombres tenían unos ingresos medios de $46,250 frente a los $40,625 para las mujeres. La renta per cápita para la localidad era de $23,688. Alrededor del 9.1% de la población estaban por debajo del umbral de pobreza.